# Es nimmt der Augenblick, was Jahre geben
Es nimmt der Augenblick, was Jahre geben – vom Wiederaufbau der Büchersammlung der Herzogin Anna Amalia Bibliothek war der Titel einer Ausstellung, die vom 25. Oktober bis 18. November 2007 im Renaissancesaal der Herzogin Anna Amalia Bibliothek in Weimar gezeigt wurde. Sie widmete sich der antiquarischen Ergänzung der Bibliotheksbestände nach dem Bibliotheksbrand von 2004. In der Ausstellung waren 60 historische Bücher und Zeitschriften aus dem 16. bis 19. Jahrhundert zu sehen, eine Auswahl der damals bereits erworbenen Ersatzexemplare und Bestandsergänzungen.

## Besondere Exponate
Zu den Exponaten der Ausstellung zählten eine vollständige Reihe von Georg Philipp Harsdörffers „Frauenzimmer-Gesprechspielen“ aus den Jahren 1643–1657, Georg Neumarks „Fortgepflanzter Lustwald“ von 1657 und Johann Wilhelm Weinmanns botanisches Werk Phytanthoza iconographia mit allen Text- und Tafelbänden, das aus dem Besitz der Königlichen Gartenbibliothek Herrenhausen in Hannover stammte.

## Verschiedenes
Der Titel der Ausstellung geht auf ein Zitat aus dem Tischlied Johann Wolfgang von Goethes zu Carl Friedrich Zelters siebzigstem Geburtstag am 11. Dezember 1828 zurück, in dem es heißt "Denn es nimmt der Augenblick, was die Jahre geben".

## Ausstellungskatalog
Zu der Ausstellung erschien ein umfangreicher, bebilderter Ausstellungskatalog (siehe Literatur). Er enthält neben einem Vorwort und der Einleitung, zahlreiche wissenschaftliche Beiträge, 60 bebilderte Katalogbeschreibungen, eine Bibliographie, ein Literaturverzeichnis und ein Personenregister.